# Dina Aschehoug
Dina Engel Laurentse Aschehoug (12 de abril de 1861 – 17 de noviembre de 1956) fue una pintora noruega.

## Biografía
Dina nació en Asker, Noruega. Estudió en la Escuela de dibujo Vilhelm Kyhn de Copenhague entre 1880 y 1882, y fue una estudiante de Eilif Peterssen y Erik Werenskiold en Kristiania. Ella más tarde estudió en la Académie Colarossi en París y en la Academia para mujeres (Akademiet for Kvinder) en Copenhague. Su padre era un provost, y obedeciendo sus deseos, ella abortó su formación artística. Más tarde fue profesora en la Escuela para Niñas de Sylow y en la Escuela Industrial para Mujeres, por veinte años. Entre los años 1911 y 1924 vivió en Copenhague.
Dina pintaba, en particular, interiores y retratos, y creó varios retablos para iglesias noruegas. En 1906,  pintó el retablo anterior en Komnes kirke, una iglesia en el Municipio de Kongsber, Condado de Buskerud. El retablo fue posteriormente mudado a la cercana iglesia de Efteløt donde permanece colgado en una de sus largas paredes.